# Vučkovec
Vučkovec je lokalitet u Međimurju, najsjevernijoj hrvatskoj županiji, poznat po izvoru tople ljekovite vode i toplicama izgrađenima još između dva svjetska rata. Smješten je u briježnom dijelu županije, četiri kilometra jugozapadno od općinskog sjedišta Svetog Martina na Muri, u pitoresknoj udolini između dva šumovita brijega, gdjekad prošarana pokojim vinogradom ili livadom, nadomak susjednih naselja Grkaveščaka i Jurovčaka.
Termalni je izvor u Vučkovcu otkriven prije 1. svjetskog rata kada su na tom području vršena istražna bušenja za eksploataciju nafte. Temperatura vode bila je između 33 i 34 stupnja celzija, s jakim balneološkim svojstvima, visokim mineralizacijskim sastavom i prisutnošću ugljičnog dioksida.
Sredinom tridesetih godina 20. stoljeća Vučkovec je došao u posjed Josipa Kraljića, vlasnika čakovečkog krojačkog obrta, te je tada izgrađen prvi bazen za kupanje. Uz to, voda je, s obzirom na to da je bila pogodna za piće, flaširana pod nazivom Mineralno međimursko vrelo Vučkovec, i to sve do početka 2. svjetskog rata. Poduzetni Kraljić je, osim toga, skupa sa svojim kompanjonom Josipom Majhenom, otvorio 1935. godine i rudnik ugljena u nedalekom Murskom Središću. Poslije rata je nova komunistička vlast oduzela i toplice i ugljenokop prijašnjim vlasnicima, te oni postaju društveno vlasništvo. Jedno vrijeme Vučkovcem upravlja sindikat, a zatim Ugostiteljsko turističko poduzeće „Union” iz Čakovca. Budući da nema većih ulaganja, toplice posluju skromno.
Nakon osamostaljenja Republike Hrvatske kupališne objekte najprije 1996. godine preuzima tvrtka „Modeks” d.d. iz Murskog Središća, koja ih pod imenom „Toplice Vučkovec” obnavlja, izgrađujući nove bazene, svlačionice, restoran i druge prateće sadržaje. Godine 2003. cijeli tadašnji toplički kompleks kupuje novi vlasnik, tvrtka „Toplice Sveti Martin” d.d., i odmah intenzivno investira u znatno proširenje i kvalitativno unapređenje i poboljšanje sadržaja toplica (hotel „Spa Golfer” s četiri zvjezdice, golfski tereni, zatvoreni bazeni, saune, solariji, sadržaji za kongresni turizam i drugo), pa su one danas među najvećima i najatraktivnijima u zemlji.
Uz izvor termalne vode, naziv Vučkovec nose i plinsko eksploatacijsko polje, te retencija, odnosno akumulacija s branom za obranu od poplava na vodotoku Gradiščak.

## Galerija
- Ulaz u kupališni kompleks
- Natkriveni bazen
- Otvoreni bazeni
- Tobogani na istočnoj strani
- Putokaz za Vučkovec u općinskom sjedištu Svetom Martinu na Muri
- Hotel „Spa Golfer”
- Postrojenje na eksploatacijskom plinskom polju Vučkovec

## Vanjske poveznice
- Kratka povijest vučkovskog termalnog izvora  Arhivirana inačica izvorne stranice od 15. svibnja 2007. (Wayback Machine)
- Termomineralna i produktivna obilježja izvora u Vučkovcu
- Stara razglednica kupališnih objekata  Arhivirana inačica izvorne stranice od 11. ožujka 2021. (Wayback Machine)
- Vučkovec na mrežnim stranicama općine Sveti Martin na Muri  Arhivirana inačica izvorne stranice od 15. kolovoza 2016. (Wayback Machine)
- Urbanistički plan uređenja Vučkovca  Arhivirana inačica izvorne stranice od 2. kolovoza 2016. (Wayback Machine)
- Kod Vučkovca je i plinsko eksploatacijsko polje  Arhivirana inačica izvorne stranice od 11. ožujka 2021. (Wayback Machine)
- INA pustila u pogon nova plinska polja, među kojima i Vučkovec (2016.)
- Retencija Vučkovec i njena uloga u obrani od poplave[neaktivna poveznica]
- Izletničke pješačke staze kroz Vučkovec  Arhivirana inačica izvorne stranice od 25. travnja 2012. (Wayback Machine)
- Biciklističke staze kroz Vučkovec  Arhivirana inačica izvorne stranice od 14. travnja 2010. (Wayback Machine)